# Показывающее устройство
Показывающее устройство (англ. indicating device) — совокупность элементов средства измерений, которые обеспечивают визуальное восприятие значений измеряемой величины или связанных с ней величин.
Показывающие устройства подразделяются на аналоговые и цифровые, существуют также устройства, в которых непрерывные (аналоговые) показания имитируются дискретными (цифровыми) методами. Аналоговые показывающие устройства (или их имитаторы) бывают двух видов — для отображения текущего значения одной величины, или для отображения взаимосвязи двух и более величин, в виде графика на экране.
Ранее показывающие устройства назывались отсчётными устройствами.

## Устройства для отсчёта непрерывного значения по шкале
Шкальные показывающие устройства включают в себя шкалу и указатель, положение которого относительно отметок шкалы определяет показание средства измерений. В качестве указателя может использоваться стрелка, световое пятно или поверхность столбика жидкости, как, например, у ртутного термометра или электрохимического счётчика наработки. Наиболее часто встречаются стрелочные показывающие устройства, включающие в себя шкалу, стрелку и измерительный механизм, обеспечивающий её перемещение. У светолучевых устройств в качестве измерительного механизма используется, обычно, чувствительный гальванометр на растяжках, к которому прикреплено зеркальце, отражающее лучик от специальной лампы. Светолучевые показывающие устройства имеют большую чувствительность и меньшую инерционность по сравнению со стрелочными.

## Устройства для цифрового отсчёта
Показывающее устройство (иначе табло) цифрового измерительного прибора визуализирует информацию о числовых значениях в виде ряда цифр, дополнительно могут использоваться также буквы и другие знаки — для индикации единиц измерения, сигнала о переполнении табло и других данных. Электронное табло представляет собой отдельный модуль или печатную плату и включает в себя собственно средство индикации и управляющую электронную часть. Средство индикации может быть реализовано в виде линейки отдельных цифровых индикаторов (сегментных или газоразрядных), либо в интегральном оформлении, например, в виде многоразрядного сегментного индикатора или матричного экрана, на котором синтезируются изображения цифр и букв.
Кроме электронных табло существуют и механические индикаторы, постепенно выходящие из употребления. Механические индикаторы представляют собой несколько роликов или дисков с цифрами по окружности и ряд окошечек, в которых появляются цифры отдельных роликов (дисков). В настоящее время механические индикаторы используются в основном в качестве простых счётчиков механических импульсов и в счетчиках электроэнергии старых моделей.

## Устройства для вывода графической информации
Такие устройства внешне представляют собой экран (электронно-лучевой, жидкокристаллический, светодиодный и т. д.) на котором изображается информация в виде графиков зависимости измеряемой величины от времени или другого параметра, либо характеристик, семей характеристик, показывающих взаимосвязь различных величин. Показывающие устройства в виде экранов применяются, обычно, для определённых классов приборов, например: осциллографов, различных панорамных измерителей и характериографов, некоторых дефектоскопов и т. д.

## Дискретные устройства для вывода аналоговых показаний
Визуальная информация в таких устройствах синтезируется на многосегментных индикаторах либо матричных экранах. В простейшем случае используется имитация указателя в виде светящегося столбика переменной длины, который формируется множеством сегментов индикатора, расположенных в одну линию, цепью управления такого индикатора служит, обычно, простое устройство дискретизации аналогового сигнала, состоящее из последовательности пороговых элементов (т. н. дискретный шкальный индикатор). В более сложных случаях из сегментов индикатора или пикселей матричного экрана синтезируется изображение стрелочного прибора с подвижной стрелкой. Для управления выводом изображения используется сложное электронное устройство, включающее в себя аналого-цифровой преобразователь и цепи для синтеза изображения.